# Lăschia, Maramureș
Lăschia este un sat în comuna Copalnic-Mănăștur din județul Maramureș, Transilvania, România.

## Istoric
Prima atestare documentară: 1543 (Lachkonia). 

## Etimologie
Etimologia numelui localității: Din n.fam. Lascu (< magh. Latskó „Ladislau"). 

## Demografie
La recensământul din 2011, populația era de 490 locuitori. 

## Monument istoric
- Biserica de lemn „Nașterea Maicii Domnului” (1868).

## Vechea mănăstire
Mănăstirea nu mai există. Biserica de lemn a mânăstirii a fost dusă în sat, unde s-a folosit până la zidirea bisericii celei noi. Mănăstirea era lângă râu dar nu se știe unde. Satul este alcătuit din oameni harnici și gospodari. Primul nume cunoscut al satului a fost Letzkia în anul 1861. Acest sat are și o carte. 